# Metro v Tchaj-peji
Tchajpejské metro (znaky: 臺北捷運, pinyin: Táiběi Jié yùn, český přepis: Tchaj-pej ťie-jün; tchajwansky: Tâi-pak Chia̍t-ūn) je systém podzemní i nadzemní dráhy v tchajwanském hlavním městě Tchaj-peji a jeho aglomeraci. Denně přepraví 2,16 milionů cestujících. Tvoří jej šest hlavních linek o celkové délce 152 km. Některé z nich jsou dále rozvětvené. 
Zajímavostí je automatické hlášení zastávek, které probíhá v mandarínštině, angličtině, tchajwanštině a v jazyce hakka. Na některých rušných zastávkách i v japonštině.

## Historie
První síť byla schválena vládou v roce 1986 a o dva roky později byla dne 15. prosince 1988 zahájena její výstavba. Jako první byla v roce 1996 otevřena nadzemní linka Muzha (dnešní linka Wenhu). Následovala červená linka (1997), zelená a oranžová (1998), modrá (1999) a žlutá (2020). V současnosti je ve výstavbě světlezelená linka Wanda–Zhonghe–Shulin, do provozu má být uvedena v roce 2025.

## Linky
| Značka             | Barva    | Název                 | Znaky      | Český přepis            | Trasy                                  | Délka (km) | Počet stanic |
| ------------------ | -------- | --------------------- | ---------- | ----------------------- | -------------------------------------- | ---------- | ------------ |
|                    | hnědá    | Wenhu line            | 文湖線     | linka Wen-chu           | Nangang Exhib. Center – Taipei Zoo     | 25,2       | 24           |
|                    | červená  | Tamsui–Xinyi line     | 淡水信義線 | linka Tamsui Sin-i      | Tamsui–Xiangshan                       | 29,3       | 28           |
| Beitou–Xinbeitou   | červená  | Tamsui–Xinyi line     | 淡水信義線 | linka Tamsui Sin-i      |                                        | 29,3       | 28           |
|                    | zelená   | Songshan–Xindian line | 松山新店線 | linka Sung-šan Sin-tien | Songshan–Xindian                       | 20,7       | 20           |
| Qizhang–Xiaobitan  | zelená   | Songshan–Xindian line | 松山新店線 | linka Sung-šan Sin-tien |                                        | 20,7       | 20           |
|                    | oranžová | Zhonghe–Xinlu line    | 中和新蘆線 | linka Čung-che Sin-lu   | Luzhou–Nanshijiao                      | 29,3       | 26           |
| Huilong–Nanshijiao | oranžová | Zhonghe–Xinlu line    | 中和新蘆線 | linka Čung-che Sin-lu   |                                        | 29,3       | 26           |
|                    | modrá    | Bannan line           | 板南線     | linka Pan-nan           | Dingpu – Nangang Exhib. Center         | 26,6       | 23           |
|                    | žlutá    | Circular line         | 環狀線     | okružní linka           | Dapinglin – New Taipei Industrial Park | 15,1       | 14           |